# SADC-Gerichtshof

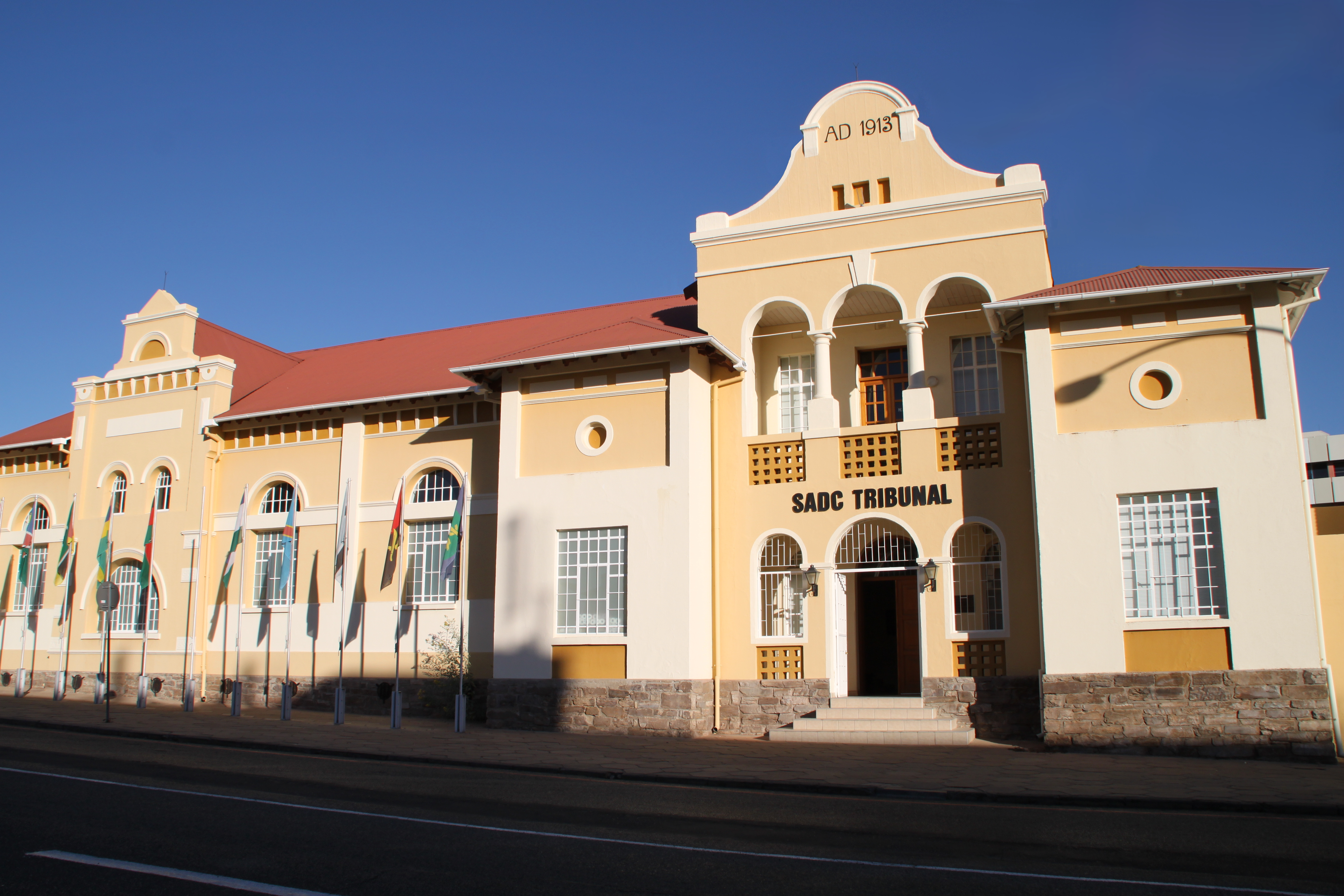
Sitz des Gerichtshofs in der historischen Turnhalle in Windhoek.

Der SADC-Gerichtshof (englisch SADC Tribunal) war das Tribunal der Entwicklungsgemeinschaft des südlichen Afrika (SADC). Es hatte seinen Sitz seit Gründung 2005 in der Turnhalle in der namibischen Hauptstadt Windhoek.
Ursprünglich 1992 gegründet, wurden die ersten Mitglieder des Gerichtes erst 2005 ernannt. Am 18. November des Jahres nahm der Gerichtshof seine Arbeit auf, nachdem Peter Shivute, der Chief Justice des Supreme Court Namibias, diese eingeschworen hatte.

## Auflösung
Der Gerichtshof stellte 2010 seine Arbeit ein, nachdem alle Mitgliedsstaaten der SADC diesem zugestimmt hatten. Im Dezember 2018 entschied das Verfassungsgericht Südafrikas, dass die Zustimmung durch den damaligen Präsidenten Südafrikas Jacob Zuma illegal war. Diese Entscheidung muss deshalb umgehend zurückgenommen werden.[veraltet] Damit würde die Einstellung des Tribunals 2010 ebenfalls nicht einstimmt erfolgt und damit rechtswidrig sein. 2012 war die Arbeit des Gerichtshofs auf zwischenstaatliche Fälle beschränkt worden. Bis dahin hatten nur Privatpersonen das Gericht angerufen, so dass es mit seinem neuen Mandat faktisch ohne Nutzen war.
2015 ging das Tribunal im SADC Administrative Tribunal (SADCAT) auf, dass nur für verwaltungstechnische Belange zwischen den Mitgliedstaaten und dem SADC-Sekretariat zuständig ist. Es hat seinen Sitz in Gaborone in Botswana.

## Wichtige Entscheidungen
Das Gericht fällte vor allem Urteile gegen Simbabwe, welches auf dem SADC-Gipfeltreffen 2010 zur faktischen Auflösung des Tribunals führte.
Für öffentliche Aufmerksamkeit sorgte vor allem der Fall des weißen Farmers Mike Campbell gegen die Republik Simbabwe. Das Gericht entschied 2007 und 2008, dass die Landreform illegal war und die Enteignung des Farmers der Verfassung Simbabwes widerspräche. Es handele sich um eine de facto-Diskriminierung von Weißen. Nach der Entscheidung schied Simbabwe aus dem Tribunal aus.